# Gwatemala (miasto)
Gwatemala (pełna nazwa La Nueva Guatemala de la Asunción, lokalnie znana jako Guatemala lub Ciudad de Guatemala) – stolica i największe miasto Gwatemali. Największa metropolia Ameryki Środkowej. Według spisu ludności z 2002 ludność miasta wynosiła 942,3 tys. osób. Mimo ogromnych zniszczeń, spowodowanych trzęsieniami ziemi w 1917 i 1918 r., oraz powstaniu w dużej mierze nowej zabudowy uznaje się ją za najpiękniejsze miasto tej części kontynentu. Miasto słynie z obchodów Wielkiego Tygodnia, czyli Semana Santa.

## Geografia

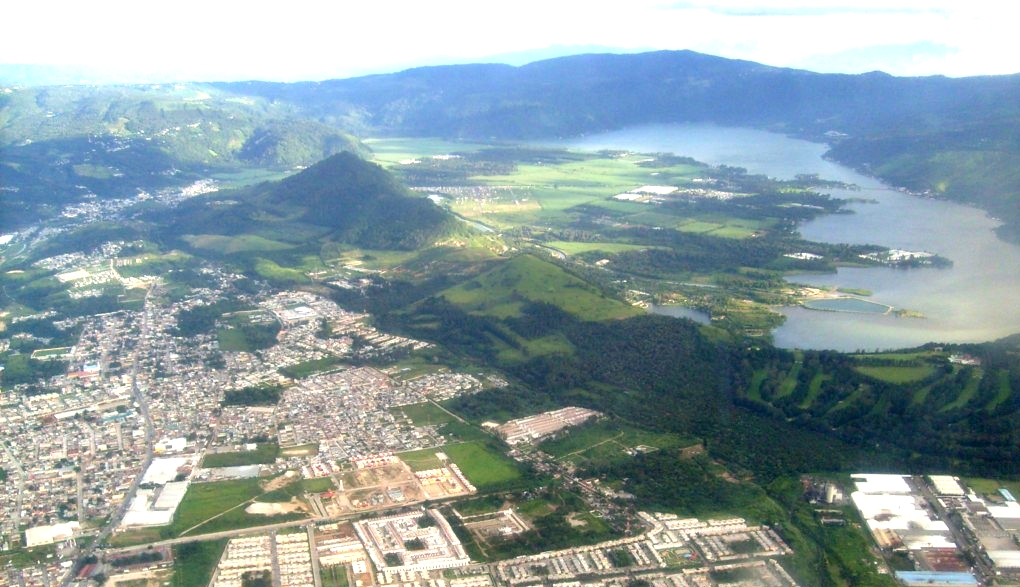
Widok na część miasta z lotu ptaka

Gwatemala leży w środkowo-południowej części kraju, na obszarze wyżynnym Kordylierów na wysokości ok. 1500 m n.p.m. Miasto położone jest w górskiej dolinie, co może czasami powodować koncentrację zanieczyszczeń powietrza. Nad stolicą górują trzy wulkany:
- Acatenago (3976 m n.p.m.),
- Fuego (3835 m n.p.m.),
- Agua (3760 m n.p.m.).

## Klimat
Panuje tu klimat umiarkowany górski. Wahania temperatur w ciągu roku są niewielkie (najcieplej w kwietniu), a pora deszczowa przypada na okres od maja do października.

## Historia
Nowa Gwatemala (Nueva Guatemala) została założona w 1776 r. 40 km na północ od zniszczonej przez trzęsienie ziemi dawnej stolicy – Antigua Guatemala (Stara Gwatemala), która była ośrodkiem administracyjnym kapitanii generalnej Gwatemali należącej do Hiszpanii. Znajdowały się w niej liczne barokowe kościoły, klasztory, pałace i kamienice z arkadami. Starą Gwatemalę uznano za najpiękniejsze barokowe miasto poza Europą. W XVII w. rywalizowała z Meksykiem i Limą o miano największej i najbogatszej stolicy Nowego Świata. Mieszkało w niej ponad 60 tys. osób. Jednak w 1773 r. tragiczne trzęsienie ziemi obróciło je w ruinę. Od 1821 r. ta część Ameryki Środkowej uzyskała niepodległość, a miasto ogłoszono stolicą prowincji imperium meksykańskiego Augustyna de Iturbide. W latach 1823–34 było stolicą Zjednoczonych Prowincji Ameryki Środkowej, a ostatecznie niepodległej Republiki Gwatemali. Jednak niedługo potem utraciło znaczenie polityczne i gospodarcze, a stolicę przeniesiono do Quetzaltenango. W latach 1917–18 Gwatemalę kilkakrotnie w ciągu 6 tygodni nawiedzały trzęsienia ziemi, które zniszczyły większość zabudowy. Szybko zaczęto je odbudowywać. Na miejscu tradycyjnych, niskich budowli powstały nowoczesne. Wokół Starego Miasta zostały rozlokowane eleganckie dzielnice mieszkaniowe (głównie w części południowej). Odbudowane miasto odzyskało swój dawny status stolicy kraju. W latach 50. XX w. powstało w nim wiele nowoczesnych gmachów użyteczności publicznej. Gwatemala jest dziś centrum politycznym, gospodarczym, usługowym i kulturalnym kraju. Mieszczą się w niej wszystkie budynki rządowe.

## Gospodarka
Z Gwatemali pochodzi ponad połowa produkcji przemysłowej kraju. Działają tu zakłady spożywcze, tytoniowe, włókiennicze i odzieżowe. Rozwinął się także przemysł maszynowy, materiałów budowlanych i drzewny. Również zdecydowana większość inwestycji zagranicznych lokowana jest w stolicy. Funkcjonuje w niej wiele firm handlowych i instytucji finansowych.

## Nauka i kultura
W Gwatemali ma swoje siedziby 5 uniwersytetów, w tym Universidad de San Carlos de Guatemala, założony w 1676 r. (trzeci najstarszy uniwersytet w Nowym Świecie), prywatne szkoły wyższe, szkoły artystyczne, wojskowe, handlowe i zawodowe. Przez cały rok kwitnie życie kulturalne stolicy. Mieści się tu ok. 30 galerii i muzeów, m.in. archeologiczne z cennymi zbiorami kultury Majów. Inne ważne placówki kulturalne to Biblioteka Narodowa, Archiwum Narodowe i Centrum Kulturalne im. Miguela Angela Asturiasa.

## Problemy
Dużymi problemami dla miasta jest wysoka przestępczość oraz rozrastające się dzielnice biedy.

## Miasta partnerskie
- Meksyk, Meksyk
- Hawana, Kuba
- San Juan, Portoryko
- San Salvador, Salwador
- San Pedro Sula, Honduras
- Santa Cruz de Tenerife, Hiszpania
- Managua, Nikaragua
- San José, Kostaryka
- Panama, Panama
- Trujillo, Peru
- Waszyngton, Stany Zjednoczone
- Tajpej, Republika Chińska